# Celama tesselata
Celama tesselata är en fjärilsart som beskrevs av George Francis Hampson 1896. Celama tesselata ingår i släktet Celama och familjen trågspinnare. Inga underarter finns listade i Catalogue of Life.